# Абу Наср Кара Мухаммад-бек
Абу Наср Кара Мухаммад-бек (? — апрель 1389) — второй бей Кара-Коюнлу (1380—1389).

## Биография
Сын Кара Дурсуна, племянник Байрама Ходжи, первого бея Кара-Коюнлу (1351—1380), и один из главных его сторонников . В 1380 году после смерти своего дяди Байрама Ходжи Кара Мухаммад-бек стал вторым беком племенной конфедерации Кара-Коюнлу.
Кара Мухаммад-бек служил джалаиридскому султану Увейсу и по его поручению подавил восстание Ходжи Марджана (губернатора Багдада). Новым губернатором Багдада Кара Мухаммад-бек назначил своего дядю Мурада. Однако вскоре отношения Кара Мухаммада и султана Увейса ухудшились.
Увейс-хан захватил в 1364 году Багдад и выступил вперед, чтобы сразиться с войском Байрама и Кара Мухаммада в Муше. Дядя и племянник завоевали города Мосул, Эрджиш, Маяфариджин и Ван. Новый джалаиридский султан Хусейн (1374—1382) выступил против Мухаммада-бека и напал на Эрджиш, его новую ставку. Несмотря на помощь Байрама Ходжи, Кара-Коюнлу понесли тяжелые потери и были захвачены в плен. Хусейн тоже вскоре был свергнут Ахмедом Джалаиром (1382—1410), который вторгся в Тебриз при поддержке ширваншаха Хушенга (хотя советский востоковед В. Ф. Минорский отмечал, что некий Хамза, сын Фарруха Йасара, был его сторонником).
Другие братья Ахмеда, Шейх Али и Пир Али Барик, выступили против него. Бывший эмир Хусейна Адиль Ака провозгласил Баязида султаном в Сольтании, а Шейх Али приготовился покинуть Багдад и двинуться на Тебриз. Чтобы обезопасить свою позицию, Ахмед обратился за помощью к Кара Мухаммаду. Шейх Али пал в битве против Кара Юсуфа в сентябре 1382 года. Пир Али был также убит в 1383 году.
В 1383 году Ахмед Джалаир выдал принцессу из династии Джалаиридов за Кара Мухаммада, а сам женился на дочери Кара Мухаммада. Некоторое время спустя Ахмед приказал Мухаммаду переселиться со своей ордой в Багдад, а сам сам Кара Мухаммад отправился в Азербайджан, где впоследствии провел кампанию в Грузии. Джалаириды использовали эту возможность для расправы над членами племени Кара-Коюнлу, оставшимися в Азербайджане, что вынудило Кара Мухаммада отступить к Эрджишу.
Кара Мухаммад вторгся в Мардин в 1384 году и добился подчинения от артукидского правителя Медждеддина Исы Аль-Захира (1376—1407).
Кра Мухаммад встречался с военными экспедициями среднеазиатского полководца Тамерлана четыре раза и успешно уклонялся от них. Эмир Тимуридов, Лала Ходжа, был убит в третьей экспедиции Кара Юсуфа.
В 1389 году Кара Мухаммад также помог бейлику Эрзинджана против Ак-Коюнлу и бейлика Эретна. Однако он был убит в апреле 1389 года восставшим эмиром Пир-Хасаном.

## Семья
- Байрам (убит в апреле 1389 года Пир Хасаном)
- Кара Юсуф (ок. 1356—1420), 3-й бей Кара-Коюнлу (1389—1418) и 1-й султан Кара-Коюнлу (1418—1420).
- Ходжа Миср (заключен Тимуром в тюрьму в Авнике, доставлен в Самарканд в 1394 году)[3]
  - Мирза Али-Бек
  - Зейнал-Бек
  - Казан-Бек (украл казну, сначала бежал в Авник[4], затем поступил на службу к тимуридам[5]).